# Smilje
Smilje (smilj, smilika, lat. Helichrysum), veliki rod jednogodišnjeg raslinja, trajnica, polugrmova i grmova iz porodice glavočika. Pripada mu preko 560 vrsta, od kojih je najpoznatije sredozemno smilje ili uskolisno smilje, primorsko smilje (Helichrysum italicum) koje raste po sunčanim mediteranskim kamenjarima. Ova vrsta naraste 60 cm, ima uske listiće i žute cvjetove, a najpoznatija je po svojoj djelotvornosti protiv starenja kože.
Osim mediteranskog smilja u Hrvatskoj raste i priobalno smilje (H. litoreum); Stoichadesovo smilje (H. stoechas); pješčarsko smilje (Helichrysum arenarium), poznata i kao trava zlatnocvita ili zlatnocvita, koje također dobro podnosi visoke ljetne temperature krša i kamenitih terena, pa su ove vrste rasprostranjene po mediteranskim zemljama: Hrvatska, Italija, Francuska, Španjolska, Cipar, Maroko, Alžir; 
Smilje nazivaju i „biljkom koja nikada ne vene“, a koja dugo i lijepo miriše.
Latinsko ime roda dolazi od grčkih riječi helios (sunce) i chryson (zlatan), valjda po njegovim žutim cvjetovima.
Danas se biljka često uzgaja najviše zbog kvalitetnog ulja koje ima u sebi. Ulje se koristi u kozmetičkoj industriji i medicini.
Studenti studija diplomskog studija Biologije i kemije splitskog PMF-a i splitskog Kemijsko-tehnološkog fakulteta radeći na projektu Biokemija eteričnih ulja uočili preliminarnim istraživanjima da eterično ulje smilja izaziva smrt kancerogenih stanica dojke, zbog čega su 17. lipnja 2020. godine dobili rektorovu nagradu.

## Vrste
1. Helichrysum abbayesii Humbert
2. Helichrysum abietifolium Humbert
3. Helichrysum abietinum O.Hoffm.
4. Helichrysum achryroclinoides Baker
5. Helichrysum acrophilum Bolus
6. Helichrysum acutatum DC.
7. Helichrysum adenocarpum DC.
8. Helichrysum albanense Hilliard
9. Helichrysum albertense Hilliard
10. Helichrysum albiflorum Moeser
11. Helichrysum albilanatum Hilliard
12. Helichrysum albirosulatum Killick
13. Helichrysum albobrunneum S.Moore
14. Helichrysum album N.E.Br.
15. Helichrysum allioides Less.
16. Helichrysum alsinoides DC.
17. Helichrysum alticola Bolus
18. Helichrysum altigenum Schltr. & Moeser
19. Helichrysum alucense García-Cas., S.Scholz & E.Hernandez
20. Helichrysum amblyphyllum Mattf.
21. Helichrysum amboense Schinz
22. Helichrysum ambondrombeense Humbert
23. Helichrysum ambositrense Humbert
24. Helichrysum ammitophilum Hilliard
25. Helichrysum amorginum Boiss. & Orph.
26. Helichrysum amplectens Hilliard
27. Helichrysum andohahelense Humbert
28. Helichrysum angavense Humbert
29. Helichrysum angustifrondeum S.Moore
30. Helichrysum anomalum Less.
31. Helichrysum antandroi Scott Elliot
32. Helichrysum aphelexioides DC.
33. Helichrysum appendiculatum Less.
34. Helichrysum araxinum Takht. ex Kirp.
35. Helichrysum arbuscula Chiov.
36. Helichrysum archeri Compton
37. Helichrysum archimedeum C.Brullo & Brullo
38. Helichrysum arenarium (L.) Moench
39. Helichrysum arenicola M.D.Hend.
40. Helichrysum argentissimum J.M.Wood
41. Helichrysum argyranthum O.Hoffm.
42. Helichrysum argyrochlamys Humbert
43. Helichrysum argyrolepis MacOwan
44. Helichrysum argyrophyllum DC.
45. Helichrysum argyrosphaerum DC.
46. Helichrysum armenium DC.
47. Helichrysum arnicoides Cordem.
48. Helichrysum artemisioides Boiss. & Hausskn.
49. Helichrysum artvinense P.H.Davis & Kupicha
50. Helichrysum arussense Chiov.
51. Helichrysum arwae J.R.I.Wood
52. Helichrysum asperum (Thunb.) Hilliard & B.L.Burtt
53. Helichrysum athanaton Georgiadou & Rech.f.
54. Helichrysum athrixiifolium O.Hoffm.
55. Helichrysum attenuatum Humbert
56. Helichrysum aucheri Boiss.
57. Helichrysum aurantiacum Boiss. & A.Huet
58. Helichrysum aureofolium Hilliard
59. Helichrysum aureolum Hilliard
60. Helichrysum aureum (Houtt.) Merr.
61. Helichrysum auriceps Hilliard
62. Helichrysum auronitens Sch.Bip.
63. Helichrysum ayersii F.Muell.
64. Helichrysum bachmannii Klatt
65. Helichrysum bakeri Humbert
66. Helichrysum bampsianum Lisowski
67. Helichrysum baronii Humbert
68. Helichrysum barorum Humbert
69. Helichrysum basalticum Hilliard
70. Helichrysum bellidiastrum Moeser
71. Helichrysum bellum Hilliard
72. Helichrysum benguellense Hiern
73. Helichrysum benoistii Humbert
74. Helichrysum benthamii R.Vig. & Humbert
75. Helichrysum betsiliense Klatt
76. Helichrysum biafranum Hook.f.
77. Helichrysum boiteaui Humbert
78. Helichrysum bracteiferum Humbert
79. Helichrysum brassii Brenan
80. Helichrysum brevifolium Humbert
81. Helichrysum brownei S.Moore
82. Helichrysum brunioides Moeser
83. Helichrysum buchananii Engl.
84. Helichrysum buddlejoides DC. ex Wight
85. Helichrysum bujerianum DC.
86. Helichrysum buschii Juz.
87. Helichrysum caespititium (DC.) Sond.
88. Helichrysum callicomum Harv.
89. Helichrysum calocephalum Klatt
90. Helichrysum calocladum Humbert
91. Helichrysum calvertianum (F.Muell.) F.Muell.
92. Helichrysum cameroonense Hutch. & Dalziel
93. Helichrysum campanulatum Humbert
94. Helichrysum camusianum Humbert
95. Helichrysum candolleanum H.Buek
96. Helichrysum capense Hilliard
97. Helichrysum cataractarum Beentje
98. Helichrysum catipes Harv.
99. Helichrysum cephaloideum DC.
100. Helichrysum cerastoides DC.
101. Helichrysum cespitosum DC.
102. Helichrysum chamaeyucca Humbert
103. Helichrysum chasei Wild
104. Helichrysum chasmolycium P.H.Davis
105. Helichrysum chermezonii Humbert
106. Helichrysum chionoides Philipson
107. Helichrysum chionophilum Boiss. & Balansa
108. Helichrysum chionosphaerum DC.
109. Helichrysum chrysargyrum Moeser
110. Helichrysum chrysophorum S.Moore
111. Helichrysum citricephalum Hilliard & B.L.Burtt
112. Helichrysum citrispinum Delile
113. Helichrysum cochinchinense Spreng.
114. Helichrysum cochleariforme DC.
115. Helichrysum compactum Boiss.
116. Helichrysum concursum S.Moore
117. Helichrysum confertifolium Klatt
118. Helichrysum confertum N.E.Br.
119. Helichrysum congolanum Schltr. & O.Hoffm.
120. Helichrysum cooperi Harv.
121. Helichrysum cordifolium DC.
122. Helichrysum coriaceum Sond.
123. Helichrysum coursii Humbert
124. Helichrysum crassifolium (L.) D.Don ex G.Don
125. Helichrysum cremnophilum Humbert
126. Helichrysum crispum D.Don
127. Helichrysum cryptomerioides Baker
128. Helichrysum cuspidatum Mesfin & T.Reilly
129. Helichrysum cutchicum (C.B.Clarke) R.S.Rao & Deshp.
130. Helichrysum cylindriflorum (L.) Hilliard & B.L.Burtt
131. Helichrysum cymosum (L.) D.Don ex G.Don
132. Helichrysum danguyanum Humbert
133. Helichrysum dasyanthum Sweet
134. Helichrysum dasycephalum O.Hoffm.
135. Helichrysum dasymallum Hilliard
136. Helichrysum decaryi Humbert
137. Helichrysum decorum DC.
138. Helichrysum decrescentisquamatum Humbert
139. Helichrysum deltoideum Humbert
140. Helichrysum denae Ponert
141. Helichrysum deserticola Hilliard
142. Helichrysum devium J.Y.Johnson
143. Helichrysum devredii Lisowski
144. Helichrysum dichotomum Humbert
145. Helichrysum dichroolepis Brenan
146. Helichrysum dichroum Humbert
147. Helichrysum difficile Hilliard
148. Helichrysum diffusum DC.
149. Helichrysum dimorphotrichum Humbert
150. Helichrysum diotoides DC.
151. Helichrysum doerfleri Rech.f.
152. Helichrysum dracaenifolium Humbert
153. Helichrysum drakensbergense Killick
154. Helichrysum dregeanum Sond. & Harv.
155. Helichrysum dubardii R.Vig. & Humbert
156. Helichrysum dunense Hilliard
157. Helichrysum duvigneaudii Lisowski
158. Helichrysum ecklonis Sond.
159. Helichrysum edwardsii Wild
160. Helichrysum elegantissimum DC.
161. Helichrysum elephantinum Cufod.
162. Helichrysum ellipticifolium Moeser
163. Helichrysum ephelos Hilliard
164. Helichrysum erigavoanum Mesfin & T.Reilly
165. Helichrysum errerae Tineo
166. Helichrysum erubescens Hilliard
167. Helichrysum evansii Hilliard
168. Helichrysum excisum Less.
169. Helichrysum faradifani Scott Elliot
170. Helichrysum felinum Less.
171. Helichrysum ferganicum Lazkov & Sultanova
172. Helichrysum filaginoides Humbert
173. Helichrysum filicaule Hook.f.
174. Helichrysum flagellare Baker
175. Helichrysum flammeiceps Brenan
176. Helichrysum flanaganii Bolus
177. Helichrysum fleckii S.Moore
178. Helichrysum foetidum Moench
179. Helichrysum foliosum Humbert
180. Helichrysum formosissimum Sch.Bip.
181. Helichrysum forskahlii (J.F.Gmel.) Hilliard & B.L.Burtt
182. Helichrysum forsythii Humbert
183. Helichrysum fourcadei Hilliard
184. Helichrysum foveolatum Ponert
185. Helichrysum fruticans D.Don
186. Helichrysum fulgens Humbert & Staner
187. Helichrysum fulvescens DC.
188. Helichrysum fulvum N.E.Br.
189. Helichrysum funereum Chiov.
190. Helichrysum gaharoense Moeser & Schltr.
191. Helichrysum galpinii N.E.Br.
192. Helichrysum gariepinum DC.
193. Helichrysum geayi Humbert & Humbert
194. Helichrysum geminatum Klatt
195. Helichrysum geniorum Humbert
196. Helichrysum glaciale Hilliard
197. Helichrysum glanduliferum Sch.Bip.
198. Helichrysum glandulosum Ledeb.
199. Helichrysum globiferum Boiss.
200. Helichrysum globosum Sch.Bip.
201. Helichrysum glomeratum Klatt
202. Helichrysum gloria-dei Chiov.
203. Helichrysum glossophyllum Humbert
204. Helichrysum glumaceum DC.
205. Helichrysum goetzeanum O.Hoffm.
206. Helichrysum gofense Cufod.
207. Helichrysum gossypinum Sch.Bip.
208. Helichrysum goulandriorum Georgiadou
209. Helichrysum gradatum Humbert
210. Helichrysum grandibracteatum M.D.Hend.
211. Helichrysum grandiflorum D.Don
212. Helichrysum graniticola Wild
213. Helichrysum graveolens (M.Bieb.) Sweet
214. Helichrysum griseolanatum Hilliard
215. Helichrysum griseum Sond.
216. Helichrysum gymnocephalum Humbert
217. Helichrysum gymnocomum DC.
218. Helichrysum hamulosum DC.
219. Helichrysum harennense Mesfin
220. Helichrysum harveyanum Wild
221. Helichrysum haygarthii Bolus
222. Helichrysum hebelepis DC.
223. Helichrysum hedbergianum Mesfin & T.Reilly
224. Helichrysum heldreichii Boiss.
225. Helichrysum helianthemifolium D.Don ex G.Don
226. Helichrysum heliotropifolium DC.
227. Helichrysum helvolum Moeser
228. Helichrysum herbaceum (Andrews) Sweet
229. Helichrysum herniarioides DC.
230. Helichrysum heterolasium Hilliard
231. Helichrysum heterotrichum Humbert
232. Helichrysum heywoodianum P.H.Davis
233. Helichrysum hilliardiae Wild
234. Helichrysum hirtum Humbert
235. Helichrysum homilochrysum S.Moore
236. Helichrysum hookerianum Wight & Arn. ex DC.
237. Helichrysum horridum (Sch.Bip.) A.Rich.
238. Helichrysum humbertii Sillans
239. Helichrysum humblotii Klatt
240. Helichrysum hyblaeum Brullo
241. Helichrysum hyphocephalum Hilliard
242. Helichrysum hypoleucum Harv.
243. Helichrysum ibityense R.Vig. & Humbert
244. Helichrysum incarnatum DC.
245. Helichrysum indicum (L.) Grierson
246. Helichrysum indutum Humbert
247. Helichrysum ingomense Hilliard
248. Helichrysum inornatum Hilliard & B.L.Burtt
249. Helichrysum interjacens Hilliard
250. Helichrysum interzonale Compton
251. Helichrysum intricatum DC.
252. Helichrysum inyangense Wild
253. Helichrysum isalense Humbert
254. Helichrysum isolepis Bolus
255. Helichrysum italicum (Roth) G.Don
256. Helichrysum itremense Humbert
257. Helichrysum jubilatum Hilliard
258. Helichrysum junodii Moeser
259. Helichrysum kalandanum Lisowski
260. Helichrysum kashgaricum C.H.An
261. Helichrysum keilii Moeser
262. Helichrysum kermanicum Mozaff. & Rajaei
263. Helichrysum kilimanjari Oliv.
264. Helichrysum kirkii Oliv. & Hiern
265. Helichrysum kitianum Yildiz
266. Helichrysum korongoni Beentje
267. Helichrysum kraussii Sch.Bip.
268. Helichrysum krebsianum Less.
269. Helichrysum krookii Moeser
270. Helichrysum lacteum Coss. & Durieu
271. Helichrysum lambertianum DC.
272. Helichrysum lancifolium Willd.
273. Helichrysum lanuginosum Humbert & Humbert
274. Helichrysum lavanduloides DC.
275. Helichrysum lawalreeanum Lisowski
276. Helichrysum lecomtei R.Vig. & Humbert
277. Helichrysum leimanthium Klatt
278. Helichrysum lejolyanum Lisowski
279. Helichrysum leontonyx DC.
280. Helichrysum lepidissimum S.Moore
281. Helichrysum leptocephalum (DC.) Humbert
282. Helichrysum leptorhizum DC.
283. Helichrysum lesliei Hilliard
284. Helichrysum leucocephalum Boiss.
285. Helichrysum leucocladum Humbert
286. Helichrysum leucopsideum DC.
287. Helichrysum leucosphaerum Baker
288. Helichrysum lineare DC.
289. Helichrysum lineatum Bolus
290. Helichrysum lingulatum Hilliard
291. Helichrysum litorale Bolus
292. Helichrysum litoreum Guss.
293. Helichrysum longifolium DC.
294. Helichrysum longinquum Hilliard
295. Helichrysum longiramum Moeser
296. Helichrysum lucilioides Less.
297. Helichrysum luteoalbum (L.) Rchb.
298. Helichrysum luzulifolium DC.
299. Helichrysum madagascariense DC.
300. Helichrysum maestum Wild
301. Helichrysum mahafaly Humbert
302. Helichrysum makranicum (Rech.f. & Esfand.) Rech.f.
303. Helichrysum malaisseanum Lisowski
304. Helichrysum mandrarense Humbert
305. Helichrysum mangorense Humbert
306. Helichrysum mannii Hook.f.
307. Helichrysum manopappoides Humbert
308. Helichrysum maracandicum Popov ex Kirp.
309. Helichrysum maranguense O.Hoffm.
310. Helichrysum marginatum DC.
311. Helichrysum mariepscopicum Hilliard
312. Helichrysum marifolium DC.
313. Helichrysum marlothianum O.Hoffm.
314. Helichrysum marmarolepis S.Moore
315. Helichrysum marojejyense Humbert
316. Helichrysum massanellanum Herrando, J.M.Blanco, L.Sáez & Galbany
317. Helichrysum mauritianum A.J.Scott
318. Helichrysum mechowianum Klatt
319. Helichrysum melaleucum Rchb.
320. Helichrysum melanacme DC.
321. Helichrysum membranaceum Wild
322. Helichrysum meyeri-johannis Engl.
323. Helichrysum miconiifolium DC.
324. Helichrysum microcephalum DC.
325. Helichrysum micropoides DC.
326. Helichrysum mildbraedii Moeser
327. Helichrysum milfordiae Killick
328. Helichrysum milleri Hilliard
329. Helichrysum milne-redheadii Brenan
330. Helichrysum mimetes S.Moore
331. Helichrysum minutiflorum Humbert
332. Helichrysum mirabile Humbert
333. Helichrysum mixtum O.Hoffm.
334. Helichrysum × mixtum Font Quer
335. Helichrysum moeserianum Thell.
336. Helichrysum moggii Wild
337. Helichrysum molestum Hilliard
338. Helichrysum mollifolium Hilliard
339. Helichrysum monizii Lowe
340. Helichrysum monodianum Quézel
341. Helichrysum monogynum B.L.Burtt & Sunding
342. Helichrysum montanum DC.
343. Helichrysum monticola Hilliard
344. Helichrysum montis-cati Hilliard
345. Helichrysum mossamedense (Hiern) Mendonça
346. Helichrysum mundtii Harv.
347. Helichrysum mussae Nevski
348. Helichrysum mutabile Hilliard
349. Helichrysum mutisiifolium Less.
350. Helichrysum myriocephalum Humbert
351. Helichrysum nanum Klatt
352. Helichrysum natalitium DC.
353. Helichrysum nebrodense Heldr.
354. Helichrysum neoachyrochnoides Humbert
355. Helichrysum neocaledonicum Schltr.
356. Helichrysum neoisalense Humbert
357. Helichrysum nervicinctum Humbert
358. Helichrysum newii Oliv. & Hiern
359. Helichrysum nicolai N.Kilian, Galbany & Oberpr.
360. Helichrysum nimbicola Hilliard
361. Helichrysum nitens Oliv. & Hiern
362. Helichrysum niveum Less.
363. Helichrysum noeanum Boiss.
364. Helichrysum nogaicum Tzvelev
365. Helichrysum nudifolium (L.) Less.
366. Helichrysum nuratavicum Krasch.
367. Helichrysum obconicum DC.
368. Helichrysum obductum Bolus
369. Helichrysum obtusum Moeser
370. Helichrysum ochraceum Klatt
371. Helichrysum odoratissimum (L.) Sweet
372. Helichrysum ogadense Mesfin
373. Helichrysum oligocephalum S.Moore
374. Helichrysum oligocephalum DC.
375. Helichrysum oligochaetum F.Muell.
376. Helichrysum oligopappum Bolus
377. Helichrysum onivense Humbert
378. Helichrysum oocephalum Boiss.
379. Helichrysum opacum Klatt
380. Helichrysum orbicularifolium Sümbül, Göktürk & O.D.Düșen
381. Helichrysum oreophilum Klatt
382. Helichrysum orientale (L.) Gaertn.
383. Helichrysum orothamnus Humbert
384. Helichrysum outeniquense Hilliard
385. Helichrysum oxybelium DC.
386. Helichrysum pagophilum M.D.Hend.
387. Helichrysum paleatum Hilliard
388. Helichrysum pallasii (Spreng.) Ledeb.
389. Helichrysum pallens S.Moore
390. Helichrysum pallidum DC.
391. Helichrysum palustre Hilliard
392. Helichrysum pamphylicum P.H.Davis & Kupicha
393. Helichrysum panduratum O.Hoffm. ex De Wild. & T.Durand
394. Helichrysum pandurifolium Schrank
395. Helichrysum pannosum DC.
396. Helichrysum panormitanum Guss.
397. Helichrysum paronychioides DC.
398. Helichrysum pascuosum S.Moore
399. Helichrysum patulifolium Baker
400. Helichrysum patulum D.Don
401. Helichrysum paulayanum Vierh.
402. Helichrysum pawekiae Wild
403. Helichrysum pedunculatum Hilliard & B.L.Burtt
404. Helichrysum pendulum (C.Presl) C.Presl
405. Helichrysum pentzioides Less.
406. Helichrysum perlanigerum Gamble
407. Helichrysum perrieri Humbert
408. Helichrysum persicum F.Ghahrem. & Noori
409. Helichrysum peshmenianum S.Erik
410. Helichrysum petiolare Hilliard & B.L.Burtt
411. Helichrysum petraeum Hilliard
412. Helichrysum phylicifolium DC.
413. Helichrysum plantago DC.
414. Helichrysum platycephalum Baker
415. Helichrysum platypterum DC.
416. Helichrysum plebeium DC.
417. Helichrysum plicatum DC.
418. Helichrysum plinthocalyx Sosn.
419. Helichrysum pluriceps K.Koch
420. Helichrysum polhillianum Lisowski
421. Helichrysum polioides B.L.Burtt
422. Helichrysum polycladum Klatt
423. Helichrysum pomelianum Greuter
424. Helichrysum populifolium DC.
425. Helichrysum praecinctum Klatt
426. Helichrysum praecurrens Hilliard
427. Helichrysum proteoides (Lam.) Baker
428. Helichrysum pseudoanaxeton Humbert
429. Helichrysum psiadiifolium Mesfin & T.Reilly
430. Helichrysum psilolepis Harv.
431. Helichrysum psychrophilum Boiss.
432. Helichrysum pulchellum DC.
433. Helichrysum pumilio (O.Hoffm.) Hilliard & B.L.Burtt
434. Helichrysum pumilum Hook.f.
435. Helichrysum pygmaeum Post
436. Helichrysum qathlambanum Hilliard
437. Helichrysum quartinianum A.Rich.
438. Helichrysum raynalianum Quézel
439. Helichrysum reflexum N.E.Br.
440. Helichrysum refractum Hilliard
441. Helichrysum retortoides N.E.Br.
442. Helichrysum retortum (L.) Willd.
443. Helichrysum retrorsum DC.
444. Helichrysum revolutum Less.
445. Helichrysum rhodellum Wild
446. Helichrysum × rhodium Rech.f.
447. Helichrysum riparium Brenan
448. Helichrysum robbrechtianum Lisowski
449. Helichrysum roseo-niveum Marloth & O.Hoffm.
450. Helichrysum rosum Less.
451. Helichrysum rotundatum Harv.
452. Helichrysum rotundifolium Less.
453. Helichrysum ruandense Lisowski
454. Helichrysum ruderale Hilliard & B.L.Burtt
455. Helichrysum rudolfii Hilliard
456. Helichrysum rugulosum Less.
457. Helichrysum rutilans (L.) D.Don ex G.Don
458. Helichrysum saboureaui Humbert
459. Helichrysum salviifolium Humbert
460. Helichrysum sambiranense Humbert
461. Helichrysum sanguineum (L.) Kostel.
462. Helichrysum sarcolaenifolium Humbert
463. Helichrysum saxatile Moris
464. Helichrysum saxicola Hilliard
465. Helichrysum scabrum Less.
466. Helichrysum schimperi (Sch.Bip. ex A.Rich.) Moeser
467. Helichrysum scitulum Hilliard & B.L.Burtt
468. Helichrysum sclerochlaenum Sch.Bip. ex Moeser
469. Helichrysum semifertile F.Muell.
470. Helichrysum serpentinicola Wild
471. Helichrysum sessile DC.
472. Helichrysum sessilioides Hilliard
473. Helichrysum setosum Harv.
474. Helichrysum sibthorpii Rouy
475. Helichrysum silvaticum Hilliard
476. Helichrysum simillimum DC.
477. Helichrysum simulans Harv. & Sond.
478. Helichrysum sivasicum Kit Tan & Yildiz
479. Helichrysum solitarium Hilliard
480. Helichrysum somalense Baker f.
481. Helichrysum sordidum Humbert
482. Helichrysum spencerianum Wild
483. Helichrysum sphaeroideum Moeser
484. Helichrysum spiciforme DC.
485. Helichrysum spiralepis Hilliard & B.L.Burtt
486. Helichrysum splendidum Less.
487. Helichrysum spodiophyllum Hilliard & B.L.Burtt
488. Helichrysum stellatum Less.
489. Helichrysum stenoclinoides Humbert
490. Helichrysum stenopterum DC.
491. Helichrysum stilpnocephalum Humbert
492. Helichrysum stoechas (L.) Moench
493. Helichrysum stoloniferum (L.f.) Willd.
494. Helichrysum stolzii Mattf.
495. Helichrysum stuhlmannii O.Hoffm.
496. Helichrysum subfalcatum Hilliard
497. Helichrysum subglobosum Humbert
498. Helichrysum subglomeratum Less.
499. Helichrysum subluteum Burtt Davy
500. Helichrysum subsimile Rech.f.
501. Helichrysum subumbellatum Humbert
502. Helichrysum sulphureo-fuscum Baker
503. Helichrysum summo-montanum I.Verd.
504. Helichrysum sutherlandii Harv.
505. Helichrysum swynnertonii S.Moore
506. Helichrysum symoensianum Lisowski
507. Helichrysum syncephaloides Humbert
508. Helichrysum taenari Rothm.
509. Helichrysum tanacetiflorum Baker
510. Helichrysum tanaiticum P.A.Smirn.
511. Helichrysum tardieuae Humbert
512. Helichrysum tenax M.D.Hend.
513. Helichrysum tenderiense Umanets
514. Helichrysum tenue Humbert
515. Helichrysum tenuiculum DC.
516. Helichrysum tenuifolium Killick
517. Helichrysum teretifolium Sweet
518. Helichrysum teydeum (Wildpret & Greuter) Raus
519. Helichrysum thapsus O.Hoffm.
520. Helichrysum theresae Lisowski
521. Helichrysum thianschanicum Regel
522. Helichrysum tillandsiifolium O.Hoffm.
523. Helichrysum tinctum (Thunb.) Hilliard & B.L.Burtt
524. Helichrysum tithonioides Wild
525. Helichrysum tomentosulum (Klatt) Merxm.
526. Helichrysum tomentosum Humbert
527. Helichrysum tongense Hilliard
528. Helichrysum translucidum Humbert
529. Helichrysum transmontanum Hilliard
530. Helichrysum traversii Chiov.
531. Helichrysum tricostatum Less.
532. Helichrysum trilineatum DC.
533. Helichrysum trinervatum Baker
534. Helichrysum triplinerve DC.
535. Helichrysum truncatum Burtt Davy
536. Helichrysum turbinatum Fitzg.
537. Helichrysum tysonii Hilliard
538. Helichrysum umbellatum S.Moore
539. Helichrysum umbraculigerum Less.
540. Helichrysum undulifolium Hutch. & B.L.Burtt
541. Helichrysum unicapitatum Senol, Seçmen & B.Öztürk
542. Helichrysum uninervium Burtt Davy
543. Helichrysum vaginatum Humbert
544. Helichrysum vernum Hilliard
545. Helichrysum versicolor O.Hoffm. & Muschl.
546. Helichrysum viguieri Humbert
547. Helichrysum virgineum DC.
548. Helichrysum vohimavense Humbert
549. Helichrysum wightii C.B.Clarke ex Hook.f.
550. Helichrysum wilmsii Moeser
551. Helichrysum witbergense Bolus
552. Helichrysum wittei Hutch. & B.L.Burtt
553. Helichrysum woodii N.E.Br.
554. Helichrysum xerochrysum DC.
555. Helichrysum xylocladum Baker
556. Helichrysum yuccifolium (Lam.) DC.
557. Helichrysum yuksekovaense Yild.
558. Helichrysum yurterianum Gemici, Kit Tan, Yildirim & M.Gemici
559. Helichrysum zeyheri Less.
560. Helichrysum zivojini Cernjavski & Soska
561. Helichrysum zwartbergense Bolus

## Vanjske poveznice
- Aromatično bilje Hrvatska tehnička enciklopedija, portal hrvatske tehničke baštine. LZMK